# ألنو مونتاناري
ألنو مونتاناري (بالإيطالية: Alano Montanari)‏ هو متسابق دراجات نارية إيطالي. نافس في سباقات بطولة العالم لفئة 350 سي سي ولفئة 250 سي سي ولفئة 50 سي سي. بدأ المنافسة في بطولة العالم سنة 1950. أفضل موسم له كان موسم سنة 1953 عندما جاء في المركز الخامس في بطولة العالم لفئة 250 سي سي.